# Pietralba
Pietralba é uma comuna francesa na região administrativa de Córsega, no departamento da Alta Córsega. Estende-se por uma área de 38,98 km². 